# تيموثي فووت
تيموثي فووت (بالإنجليزية: Timothy Foote)‏ هو محرر وكاتب أمريكي، ولد في 3 مايو 1926 في لندن في المملكة المتحدة، وتوفي في 21 ديسمبر 2015.